# China Hongqiao Group
China Hongqiao Group une entreprise chinoise productrice d'aluminium. Elle dépasse son principal concurrent, Rusal, en 2015, et devient la plus grande entreprise productrice d'aluminium au monde. 
Son président et directeur exécutif, Zhang Shiping, est le 6e entrepreneur chinois le plus important selon Forbes China[réf. nécessaire]. Il est également classé 192 dans la liste des personnes les plus riches au monde établit par Hurun. Zhang Bo, son fils, est le directeur général de China Hongqiao. 
Le groupe commence à produire de l'aluminium et de l'électricité en 2002 et dispose, selon lui, d'une capacité de production de plus de 4 millions de tonnes. Les filiales de la compagnie incluent Shandong Weiqiao Aluminum Power Co., Ltd., Huimin Huihong New Aluminum Profiles Co., Ltd. et Hongqiao Investment (Hong Kong) Limited.  

## Histoire
En juillet 1994, la société Shandong Hongqiao, spécialisée dans la production et la distribution de pantalons et de jeans, se renomme China Hongqiao Group. 
En juin 2006, le groupe acquiert l'entreprise spécialisée dans la production d'énergie thermique, Aluminium & Power, créé en décembre 2002. Il commence la production d'aluminium quelques mois plus tard. 
En 2007, la capacité annuelle de production de la société atteint environ 301 513 tonnes. 
En mars 2011, la société est cotée à la Bourse de Hong Kong à 7,2 dollars par action. En parallèle, la capacité de production annuelle de l'entreprise atteint 1,1 million de tonnes. 
Fin 2014, la capacité de production d'aluminium annuelle de l'entreprise dépasse les 4 millions de tonnes, selon les chiffres officiels de la société. 
En mars 2016, la société déclare une capacité de production de 5,2 millions de tonnes d'aluminium par an.
En novembre 2017, pendant que la firme est dans la tourmente en raison d'allégations venant de divers vendeurs à découvert, CITIC Group, un conglomérat dirigé par l'État chinois, devient le deuxième plus gros investisseur du groupe China Hongqiao en acquérant une part de 10 % ,.
En 2019, Lianhe Ratings Global a attribué à China Hongqiao une échelle mondiale BB avec des perspectives positives compte tenu des avantages concurrentiels de l'entreprise pour les investissements à l'étranger en Guinée et en Indonésie.
En 2021, China Hongqiao annonce un bénéfice de 8,14 milliards de yuan pour la période de janvier à juin, le plus élevé depuis son introduction en bourse.

## Activité

### Chine
Les centrales de production de la compagnie en Chine se situent à Binzhou, dans la province de Shandong.

### Indonésie
En décembre 2012, dans le cadre d'une coentreprise avec PT Well Harvest Winning Alumina Refinery, Chine Hongqiao Group annonce un investissement de 1,5 milliard de dollars US pour la création d'une société de production d'alumine à Bornéo en Indonésie avec une capacité de production annuelle prévue de 2 millions de tonnes. 
En 2016, l'entreprise, actionnaire majoritaire avec 56 % des parts de la coentreprise, lance officiellement son usine et produit 1 million de tonnes d'alumine par an. Ce fut le premier investissement chinois dans le raffinement de l'alumine et la première usine d'alumine construite dans le pays. Intégrée à une centrale électrique et à un port maritime dans la région de Ktapang de Kalimantan, l'usine transforme la bauxite en alumine.
Sun Xiushun, président de la compagnie maritime Winning International Group et actionnaire de la coentreprise, déclare que l'alumine traitée serait principalement utilisée pour répondre à la demande en matières premières des fonderies indonésiennes locales. L'alumine restante serait exportée vers la Chine, le Moyen-Orient et d'autres régions. 

### Guinée
En juin 2014, China Hongqiao Group est Winning Logistics Company Ltd. annoncent avoir conclu un mémorandum d'accord de 120 millions de dollars pour l'acquisition d'une société non identifiée spécialisée dans l'industrie minière de la bauxite en République de Guinée. La société en question détient les droits de production de la bauxite en Guinée pour 25 ans et un dépôt de 2,2 milliards de tonnes de bauxite. L'objectif principal de China Hongqiao Group est de s'assurer un accès à l'approvisionnement en bauxite du pays pour répondre à la demande grandissante chinoise. 
En mars 2015, le groupe confirme avoir convenu un accord sur les investissements miniers et portuaires en Guinée dans le but de développer et d'exporter de la bauxite. Selon le PDG de l'entreprise, Zhang Bo, dans le cadre d'un consortium formé avec le port de Yantai et la mine de Boké, l'entreprise investit environ 200 millions de dollars et cet accord permettrait la production de 10 millions de tonnes de bauxite par an. 
En novembre 2015, 170 000 tonnes de bauxite sont déchargées au port de Yantai, en Chine. En mars 2016, China Hongqiao Group annonce attendre des exportations atteignant 15 millions de tonnes de bauxite en 2016 et viser 30 millions de tonnes en 2017.

## Controverses

### Surcapacité
Malgré une annonce de réforme du gouvernement chinois désirant faire face à une offre excédentaire dans l'industrie de la bauxite, en mars 2016, China Hongqiao Group annonce vouloir augmenter sa capacité de production à 6 millions de tonnes par an d'ici fin 2016, soit une augmentation de 16 %. Pour Peter Thomas, vice-président de Zaner Group LLC, un courtier en métal basé à Chicago, cette annonce "signifie une baisse des prix de 1 à 2 %". 
La surcapacité dans l'industrie chinoise est causée par des facteurs structurels intentionnels, tels que des financements bon marché et des subventions gouvernementales destinées à diminuer les coûts de production des entreprises. Dans le cas de Hongqiao, la croissance de l'entreprise est concomitante avec la prise de prêts, avec plus de 2,1 milliards de dollars reçus en 2015. 
En août 2016, Zhang Bo, le PDG du groupe, rejette les craintes de surcapacité de l'industrie de l'aluminium en Chine, insistant sur la bonne santé de l'industrie. 
La société connait une croissance record depuis sa cotation en 2011 à la Bourse de Hong-Kong, sa capacité de production étant passée de 1,1 million de tonnes depuis son introduction en bourse à 5,2 millions de tonnes en mars 2016.

### Préoccupations environnementales
Les usines de production d'aluminium de Hongqiao sont fortement dépendantes de l'électricité produite par le charbon et entraînent plus de 100 000 kt de CO2 par an. En 2012, des journalistes chinois enquêtent sur le sujet et rapportent que les conditions de vies aux abords des usines de la société se sont détériorées, en raison principalement de la pollution de l'air et de l'eau. 
En 2012, alors que Hongqiao déclare utiliser la cendre du charbon pour produire de l'aluminium, des images satellites de son site de production à Shandong montrent une grande quantité de boues rouges, des déchets toxiques résultant de la production de bauxite. La production d'aluminium à partir de cendres de charbon étant coûteuse, la société a opté pour la bauxite et aurait stocké des déchets toxiques près des champs agricoles, suscitant la crainte d'une libération dans l'atmosphère de substances alcalines toxiques composées de fer oxydé, de silice et titane oxydé. 
En 2016, Hongqiao est accusé de fraude environnementale pour l'exploitation de 2 000 kt de fonderies non agréées en Chine, évitant ainsi les normes en termes d'émissions du gouvernement chinois. 
Finalement, alors que le Parti communiste impose des normes environnementales plus strictes qu'auparavant, le groupe cherche à faire sa transition vers les énergies renouvelables et ferme certaines de ses usines d'électricité, les plus petites et les plus polluantes. 
En octobre 2016, le South China Morning Post révèle que les capacités de production des fonderies d'aluminium du groupe pourraient être en danger alors que la ville de Binzou, où sont situées les usines de Hongqiao, demande à l'entreprise de limiter sa production à 3,61 millions de tonnes par an. L'entreprise pourrait recevoir des amendes, mais pourrait également se retrouver obligée de fermer ses usines pour "absence d'autorisation du bureau de la protection environnementale avant la construction et la mise en service de ses infrastructures". 
En parallèle, la construction d'une fonderie représentant 1,32 million de tonnes par an a été arrêtée une nouvelle fois en raison de l'incapacité de la société à fournir une approbation d'évaluation d'impact environnemental. Hongqiao n'a pas communiqué sur ces violations, mais affirme avoir compris les demandes du Gouvernement chinois.

### Fourniture d'électricité
China Hongqiao Group est un des premiers à adopter le "modèle Weiqiao" dans lequel les usines d'aluminium sont soutenues par des centrales électriques construites par le producteur d'aluminium et généralement alimentées au charbon et non conformes aux réglementations environnementales. Beaucoup d'entreprises chinoises d'aluminium utilisent cette méthode de production. 
En 2012, les médias du Parti communiste chinois rapportent que le groupe viole la réglementation du pays en matière d'électricité en produisant de l'électricité bon marché indépendamment du système d'électricité central chinois. Les responsables de la Commission chinoise de développement et des réformes indiquent que l'électricité produite par l'entreprise est susceptible de causer une pollution atmosphérique, les usines ayant abandonné les équipements de protection de l'environnement pour réduire les coûts. En réponse aux critiques répétées du gouvernement chinois, Hongqiao nie les accusations. En 2015, l'entreprise ferme ses petites usines d'électricité pour montrer son engagement vers une production plus propre. 

### Accusation d'exagération des profits
En novembre 2016, un rapport d'un vendeur à découvert anonyme accuse Hongqiao d'avoir accumulé une dette de 67,7 milliards de yuans derrière sa marge bénéficiaire exceptionnellement élevée, masquant ainsi la véritable rentabilité de ses activités. Un rapport publié le 28 février 2017 par Emerson Analytics, un groupe d'investisseurs anonymes, en rajoute. Le groupe y est accusé de minimiser ses coûts et d'exagérer ses profits, qui seraient en réalité moins de 50 % de la figure rapporté par celui-ci. Le lendemain, Hongqiao décide de demander la suspension du négoce de ses actions, car leur valeur avait diminué de 8,3 % dans un délai de trente minutes. Hongqiao qualifie les allégations d'Emerson de « fausses et infondées ».
Le 21 mars 2017, Hongqiao annonce un « retard possible » dans la publication de ses résultats annuels et de son rapport annuel pour l'exercice clos au 31 décembre 2016, du fait de problèmes relevés par l’auditeur de la société, Ernst & Young, qui doivent d'abord être résolus,. Le lendemain, toutes les opérations autour des actions de Hongqiao sont stoppées en Chine une nouvelle fois. L'auditeur finit par se retirer en raison d'un désaccord avec l'entreprise quant à la nécessité d'une enquête interne à propos des allégations d'Emerson. 
La suspension du négoce de l'action dure sept mois, après quoi son cours remonte significativement. Le 30 octobre, jour de la reprise du négoce de l'action, Hongqiao informe le Hong Kong Stock Exchange qu'elle a intenté une poursuite contre Emerson Analytics pour diffamation et demande le blocage d'un rapport d'Emerson publié le même jour, qui prétend relevé des irrégularités dans une déclaration de clarification du groupe datant du 25 octobre, ainsi que du rapport publié en février, ce qui est inhabituel pour un rapport circulant depuis plusieurs mois,.  